# Novaled
Novaled GmbH ist ein Unternehmen, das organische Leuchtdioden (OLED) entwickelt. Diese werden vorwiegend als Beleuchtungselemente oder in Displays verwendet.

## Geschichte
Novaled ist eine 2003 erfolgte Ausgründung der TU Dresden aus dem Institut für angewandte Photophysik. Zwei Jahre später siedelte es sich im Gründerzentrum BioInnovationsZentrum Dresden an. Das Unternehmen erhielt den Deutschen Zukunftspreis 2011 dafür, dass es organische Halbleiter für den Einsatz in der Praxis entwickelte.
Im Frühjahr 2011 erklärte der Finanzvorstand gegenüber dem VentureCapital Magazin, dass innerhalb der nächsten zwei Jahre „auch der Exit unserer Venture Capital-Investoren realisiert werden“ solle. Am 9. August 2013 gab Novaled bekannt, dass das südkoreanische Unternehmen Cheil Industries, eine Tochtergesellschaft des Samsung-Konzerns, für rund 260 Millionen Euro 50 Prozent und damit den Mehrheitsanteil übernimmt. Samsung Electronics übernimmt weitere 40 Prozent. „Technologischer Vorsprung wird zukünftig über die Marktführerschaft im Bildschirmmarkt entscheiden“ erklärte der Geschäftsführer von Cheil Industries, Jong-Woo Park. Im Geschäftsjahr 2020 erwirtschaftete die Gesellschaft einen Umsatz in Höhe von gut 106,3 Mio. Euro. Im darauf folgenden Berichtsjahr stieg der Gesamtumsatz des Unternehmens um 16,1 % auf 123,4 Millionen Euro, was laut Unternehmensangaben der höchste Umsatzerlös der bisherigen Geschichte ist.